# 长沙弹词
长沙弹词是湖南省的曲种之一，流行于湖南省湘江、资水流域的长沙市、益阳市、湘潭市、株洲市等地，用方言说唱，称作“道情”。

## 概况
长沙弹词有说有唱，韵散结合。说白分作散白、韵白，也有一唱到底的短篇唱段。唱腔早期很简单，以板式变化体为主，有“八板九腔”、“九板十三腔”。

## 沿革
2008年，长沙弹词列入第二批国家级非物质文化遗产。